# Michael Mayer (Politiker)
Michael Mayer (* 21. September 1836 in Eberspoint; † 23. Februar 1911 in Landshut) war Tischlermeister, Bildhauer und Mitglied des Deutschen Reichstags.

## Leben
Mayer besuchte die Elementarschule in Landshut, erlernte die Tischlerei und bildete sich dann als Bildhauer aus. 1861 gründete er in Landshut eine kirchliche Kunstanstalt spezialisiert auf neugotische Altäre, welche er bis 1898 mit großem Erfolg leitete. Zwischen 1869 und 1878 war er Gemeindebevollmächtigter, ab 1890 Magistratsrat in Landshut.
Von 1890 bis 1903 war er Mitglied des Deutschen Reichstags für den Wahlkreis Niederbayern 1 (Landshut, Dingolfing, Vilsbiburg) und die Deutsche Zentrumspartei. Mayer war Mitglied der Bayerischen Kammer der Abgeordneten von 1891 bis 1904.